# Supercopa da Espanha de 2012
A Supercopa da Espanha de 2012 foi a 29ª edição da Supercopa da Espanha, disputada nos dias 23 de agosto e 29 de agosto de 2012, em duas partidas de ida e volta entre o Real Madrid (campeão da La Liga e o Barcelona (campeão da Copa do Rei de 2011–12).
Barcelona e Real Madrid empataram em 4 a 4 no agregado dos dois jogos, com o Real Madrid sendo consagrado como campeão do torneio. Esta foi a primeira ocasião em que o troféu foi conquistado na regra do gol fora de casa.

## Jogos

### Jogo de ida
| 23 de agosto 2012 | Barcelona                              | 3 – 2     | Real Madrid                | Camp Nou, Barcelona                            |
| 22:30 (CEST)      | Pedro 56' · Messi 70' (pen) · Xavi 78' | Relatório | Ronaldo 55' · Di María 85' | Público: 91 728 Árbitro: ESP Carlos Clos Gómez |

| Barcelona | Real Madrid |

| GK            | 1  | Víctor Valdés     |     |     |
| RB            | 2  | Daniel Alves      |     |     |
| CB            | 14 | Javier Mascherano | 45' |     |
| CB            | 3  | Gerard Piqué      | 49' |     |
| LB            | 21 | Adriano           |     |     |
| DM            | 16 | Sergio Busquets   |     |     |
| CM            | 6  | Xavi              |     | 82' |
| CM            | 8  | Andrés Iniesta    |     |     |
| RW            | 9  | Alexis Sánchez    |     | 71' |
| LW            | 17 | Pedro             |     | 86' |
| CF            | 10 | Lionel Messi      |     |     |
| Reservas:     |    |                   |     |     |
| GK            | 13 | José Manuel Pinto |     |     |
| DF            | 5  | Carles Puyol      |     |     |
| DF            | 18 | Jordi Alba        |     | 86' |
| MF            | 4  | Cesc Fàbregas     |     | 82' |
| MF            | 28 | Sergi Roberto     |     |     |
| FW            | 7  | David Villa       |     |     |
| FW            | 37 | Cristian Tello    |     | 71' |
| Manager:      |    |                   |     |     |
| Tito Vilanova |    |                   |     |     |

| GK            | 1  | Iker Casillas     |     |     |
| RB            | 17 | Álvaro Arbeloa    | 44' |     |
| CB            | 18 | Raúl Albiol       | 50' |     |
| CB            | 4  | Sergio Ramos      |     |     |
| LB            | 5  | Fábio Coentrão    |     |     |
| CM            | 14 | Xabi Alonso       | 11' |     |
| CM            | 6  | Sami Khedira      |     |     |
| RW            | 21 | José Callejón     |     | 65' |
| LW            | 7  | Cristiano Ronaldo |     |     |
| AM            | 10 | Mesut Özil        |     | 81' |
| CF            | 9  | Karim Benzema     |     | 60' |
| Reservas:     |    |                   |     |     |
| GK            | 13 | Antonio Adán      |     |     |
| DF            | 2  | Raphaël Varane    |     |     |
| DF            | 12 | Marcelo           |     | 81' |
| MF            | 24 | Lassana Diarra    |     |     |
| MF            | 11 | Esteban Granero   |     |     |
| MF            | 22 | Ángel Di María    |     | 65' |
| FW            | 20 | Gonzalo Higuaín   |     | 60' |
| Treinador:    |    |                   |     |     |
| José Mourinho |    |                   |     |     |

| Bandeirinhas: Calvo Guadamuro Marco Martínez Quarto árbitro: Usón Rosel |

### Jogo de volta
| 29 de agosto 2012 | Real Madrid               | 2 – 1     | Barcelona | Santiago Bernabéu, Madrid                        |
| 22:30 (CEST)      | Higuaín 11' · Ronaldo 19' | Relatório | Messi 45' | Público: 85 454 Árbitro: ESP Antonio Mateu Lahoz |

| Real Madrid | Barcelona |

| GK            | 1  | Iker Casillas     |     |     |
| RB            | 17 | Álvaro Arbeloa    | 38' |     |
| CB            | 3  | Pepe              | 20' |     |
| CB            | 4  | Sergio Ramos      | 72' |     |
| LB            | 12 | Marcelo           |     |     |
| CM            | 14 | Xabi Alonso       |     |     |
| CM            | 6  | Sami Khedira      | 63' |     |
| RW            | 22 | Ángel Di María    |     | 79' |
| LW            | 7  | Cristiano Ronaldo |     |     |
| AM            | 10 | Mesut Özil        |     | 83' |
| CF            | 20 | Gonzalo Higuaín   |     | 82' |
| Reservas:     |    |                   |     |     |
| GK            | 13 | Antonio Adán      |     |     |
| DF            | 18 | Raúl Albiol       |     |     |
| DF            | 27 | Nacho             |     |     |
| MF            | 19 | Luka Modrić       |     | 83' |
| MF            | 24 | Lassana Diarra    |     |     |
| FW            | 9  | Karim Benzema     |     | 82' |
| FW            | 21 | José Callejón     |     | 79' |
| Treinador:    |    |                   |     |     |
| José Mourinho |    |                   |     |     |

| GK            | 1  | Víctor Valdés     |     |     |
| RB            | 21 | Adriano           | 28' |     |
| CB            | 14 | Javier Mascherano | 14' |     |
| CB            | 3  | Gerard Piqué      | 50' |     |
| LB            | 18 | Jordi Alba        |     |     |
| DM            | 16 | Sergio Busquets   |     | 75' |
| CM            | 6  | Xavi              |     |     |
| CM            | 8  | Andrés Iniesta    |     |     |
| RW            | 9  | Alexis Sánchez    |     | 32' |
| LW            | 17 | Pedro             |     | 82' |
| CF            | 10 | Lionel Messi      |     |     |
| Reservas:     |    |                   |     |     |
| GK            | 13 | José Manuel Pinto |     |     |
| DF            | 15 | Marc Bartra       |     |     |
| DF            | 19 | Martín Montoya    |     | 32' |
| MF            | 4  | Cesc Fàbregas     |     |     |
| MF            | 25 | Alex Song         |     | 75' |
| FW            | 7  | David Villa       |     |     |
| FW            | 37 | Cristian Tello    |     | 82' |
| Treinador:    |    |                   |     |     |
| Tito Vilanova |    |                   |     |     |

| Bandeirinhas: Cebrián Devis Núñez Fernández Quarto árbitro: Gil Coscolla |

## Campeão
| Supercopa da Espanha de 2012 |
| ---------------------------- |
| Real Madrid 9° titulo        |